# Спекотні літні ночі (фільм)
«Спекотні літні ночі» (англ. Hot Summer Nights) — американський драматичний фільм 2017 року, дебютна повнометражна режисерська робота Елайджі Байнума з Тімоті Шалеме у головній ролі.

## Сюжет
Деніел (Тімоті Шалеме) був звичайним спокійним хлопцем, допоки його на літні канікули не відправили пожити до тітки на мисі Кейп-Код. Підробіток на літо він знайшов без проблем — влаштувався продавцем у придорожню крамничку. Але нове оточення у цій місцині зовсім інакше почало впливати на Деніела. Чужинця спочатку ніхто не хотів сприймати, та випадковість звела Деніела з місцевим крутим наркоторговцем. Вони здружилися, і хлопець сам захотів пробувати збувати травку, але в більших масштабах. Працюючи в крамниці робити це було досить легко. Крім того, Деніел ще й закохався в сестру ватажка місцевої банди.

## У ролях
| • Тімоті Шаламе    | … | Деніел         |
| • Майка Монро      | … | Маккайла       |
| • Алекс Роу        | … | Гантер         |
| • Еморі Коен       | … | Декс           |
| • Томас Джейн      | … | сержант Калгун |
| • Мая Мітчелл      | … | Емі            |
| • Вільям Фіхтнер   | … | Шеп            |
| • Джанін Серраллес | … | мати Деніела   |
| • Ріс Енніс        | … | Окі            |
| • Джек Кесі        | … | «Хвостик»      |

## Знімальна група
- Автор сценарію — Елайджа Байнум
- Режисер-постановник — Елайджа Байнум
- Продюсери — Ден Фрідкін, Раян Фрідкін, Бредлі Томас
- Виконавчі продюсери — Пітер Фарреллі, Жасмін Даггігян, Нейтан Келлі, Кейсі Вільдер Мотт
- Співпродюсер — Том Костантіно
- Оператор — Хав'єр Хулія
- Композитор — Вільям Бейтс
- Монтаж — Джефф Кастеллуччо, Том Костантіно, Ден Циммерман
- Художник-постановник — Кей Лі
- Художник з костюмів — Керол Катшелл
- Художник-декоратор — Кім Леолейс
- Артдиректор — Еван Маддалена

## Реліз
Прем'єра фільму відбулася 13 березня 2017 року на South by Southwest (Остін, США). У вересні 2017 року компанії A24 та DirecTV Cinema придбали права на розповсюдження фільму. Він вийшов на DirecTV Cinema 28 червня 2018 року, перш ніж потрапив в обмежений прокат у США 27 липня 2018 року.
В український прокат стрічка виходить 27 липня 2018 року (дистриб'ютор — «Артхаус Трафік»).